# SAP AG
SAP AG (ISIN: DE0007164600, FWB: SAP, NYSE: SAP) е немска компания, най-големият доставчик в Европа на софтуерно осигуряване и 3-ти в света, с централа във Валдорф, Германия. Компанията е позната в света със софтуера си SAP ERP (SAP R/3) – ERP-система, ориентирана към големи и средни предприятия, разработвана и продавана от компанията от началото на 90-те години на XX век.

## История
SAP (произнася се Ес-А-Пе или САП) е основана през 1972 г. като на немски: Systemanalyse und Programmentwicklung („Системен анализ и разработване на програми“) от петима бивши IBM инженери в Манхайм, Баден-Вюртемберг (Германия) (Dietmar Hopp, Hans-Werner Hector, Hasso Plattner, Klaus Tschira и Claus Wellenreuther).
Като част от стратегията на Xerox Corporation за изтегляне от компютърния бизнес, Xerox ангажира IBM да мигрира техните бизнес системи към технология на IBM. Като част от възнаграждението на IBM за тази миграция, IBM придобива SDS/SAPE софтуер, за цена, възлизаща на $80 000. SAPE софтуерът е даден от IBM на бившите им служители в замяна на техните акции (около 8%). Imperial Chemical Industries (ICI) е първият клиент на SAP през 1972 г.
Значението на съкращението е променено по-късно на немски: Systeme, Anwendungen und Produkte in der Datenverarbeitung („Системи, приложения и продукти за обработка на данни“).
През 1976 г. е основана „SAP GmbH“, а през следващата година е променено седалището ѝ и оттогава то е във Валдорф.
През август 1988 г. SAP GmbH е преобразувано в SAP AG (акционерно дружество) и публичната търговия с акции започва на 4 ноември. Акциите се търгуват на борсите във Франкфурт и Щутгарт.
Четирима от основателите – Хопп, Платнер, Тшира и Хектор, представляват изпълнителния съвет на дружеството. През 1995 г. SAP е включена в германския борсов индекс DAX, а на 22 септември 2003 г. – в индекса Dow Jones STOXX 50.

## Значими технически постижения
През 1973 г. на пазара е пуснат продуктът SAP R/1. Шест години по-късно, през 1979 г., SAP пуска SAP R/2. През 1981 г. SAP представя решение с изцяло нов дизайн на пазара. С промяната от R/2 към R/3 през 1992 г. SAP следва тенденцията за преминаване от мейнфрейм към клиент-сървър архитектура.

## Бизнес и пазари
SAP е втората най-голяма компания за бизнес софтуер и третият по големина независим производител на софтуер по приходи.

## Продукти
Продуктите на SAP се фокусират върху управлението на предприятия Enterprise Resource Planning (ERP). Основният продукт на компанията е SAP ERP. Текуща версия SAP ERP 6.0 и е част от SAP Business Suite. Преди това е наричан R/3. „R“ от SAP R/3 представя „realtime“ – в реално време. Числото „3“ е свързано с понятието трислойна архитектура: база данни, приложен сървър и клиент (SAPgui). R/2, който се е изпълнявал на мейнфрейм архитектура, е предшественик на R/3. Преди R/2 е била System RF, по-късно наричана R/1.
SAP ERP е едно от петте приложения за предприятието, част от SAP's Business Suite. Другите четири са:
- CRM системи
- product lifecycle management (PLM)
- supply chain management (SCM)
- supplier relationship management (SRM)

Други основни предлагани продукти са: платформата NetWeaver, „Governance, Risk and Compliance (GRC)“ решения, Duet (съвместен продукт с Microsoft), „Performance Management solutions“ и RFID. SAP предлага SOA функционалности (наричани Enterprise SOA) под формата на уеб услуги интергирани в техните приложения.
Докато продуктите им са били ползвани основно от сравнително големи компании, SAP вече е насочил усилията си и към малките и средни предприятия с продуктите си SAP Business One и SAP Business All-in-One.
По официални данни на SAP има повече от 100 600 SAP инсталации, обслужващи над 41 200 компании в над 25 индустрии и повече от 120 държави.

## Партньорство
Партньорството е основна част от стратегията на SAP през цялата история на компанията. Сред партньорите на SAP са компании като CSC, Capgemini, Deloitte, PricewaterhouseCoopers, IBM, Hewlett-Packard, SAP Concept, Siemens IT Solutions and Services и Accenture.

## Общности
SAP Developer Network (SDN) е общност от програмисти, консултанти, интегратори и бизнес анализатори, които споделят опита си и черпят опит за ABAP, Java, .NET, SOA и други технологии чрез блогове, дискусионни форуми, технически библиотеки и материали за обучения.Business Process Expert (BPX) общността е място за споделяне на информация, опит и утвърдени биснес практики от експерти по бизнес процеси.